# پاراتیون
پاراتیون که از جمله سموم دسته ارگانو فسفره است با ال‌دی ۵۰ ۳-۶ میلیگرم بر کیلوگرم وزن بدن (L.D.۵۰=۳-۶mgkg−۱)در کشاورزی مصرف زیاد دارد و در بهداشت سالها جهت از بین بردن مگس‌های مقاوم به ددت و همچنین لارو پشه‌ها به کار می‌رفته است. (در آب به کندی آبکافت می‌شود).
پاراتیون تجارتی قهوه‌ای رنگ و مختصری بوی سیر دارد. فرآورده‌های تجارتی پاراتیون عبارتست از:
پودر مویابل و کنسانتره امولسیفیابل و در برخی از کشورها گرد پاراتیون به عنوان گردپاشی تهیه و به کار می‌رود. (در ایران ممنوع است)
در موقع استعمال پاراتیون کارگران باید لباس پلاستیکی و کلاه پلاستیکی و دستکش‌های لاستیکی و ماسک تنفسی به کار برند. پاراتیون نباید بلعیده، استنشاق یا از راه پوست بدن جذب شود. سمیت پاراتیون برای انسان و پستانداران نسبتاً زیاد است و باید در به کار بردن آن مراقبت زیاد نمود.در صورتی که این سم به آبهای زیر زمینی نفوذ کند و آبهای آلوده بعداً به تصفیه خانه فرستاده شوند در صورت ترکیب این سم با کلر موادی بسیار سمی تری به وجود می‌آید.کاربرد این حشره کش جهت مصارف بهداشتی در ایران ممنوع است.